# مولي بيكوك
مولي بيكوك (بالإنجليزية: Molly Peacock)‏ هي كاتِبة وشاعرة أمريكية، ولدت في 1947.

## وصلات خارجية
- مولي بيكوك على موقع ميوزك برينز (الإنجليزية)